# 嘉義鐵甲蟲
嘉義鐵甲蟲（学名：Dactylispa chiayiana）为金花蟲科窄頸鐵甲蟲屬下的一个种。